# Le Mobilier national
Le Mobilier national est un roman de Laurence Cossé, paru en 2001 aux éditions Gallimard. Il met en scène le personnage de Jean-Léger Tuffeau, directeur du Patrimoine au ministère de la Culture. En proie à des difficultés personnelles, celui-ci se trouve comme haut fonctionnaire confronté au coût de l'entretien des cathédrales françaises : coût croissant, et que les finances de l'État français supportent de plus en plus mal. Tuffeau imagine alors de détruire de sa propre initiative une moitié environ des cathédrales françaises, toutes celles qu'il juge sans véritable valeur artistique.
Par cette fable au ton ironique et souvent burlesque, Laurence Cossé aborde le thème de l'historicisme qui prévaut souvent aujourd'hui dans l'approche des œuvres d'art, et le relativisme esthétique qu'il induit. Ce thème se retrouve d'ailleurs ultérieurement dans son roman Au bon roman.
L'incendie de Notre-Dame de Paris (15 avril 2019) a pu montrer le caractère prémonitoire du roman, dont l'édition en Folio (n° 3665) est illustrée en couverture par un monument stylisé, ressemblant à Notre Dame, qui paraît en flammes.

## Commentaires
- L'article « Monuments à abattre » d'Alexandre Gady dans la revue Commentaire (no 94, été 2001) analyse les enjeux politiques sous-jacents au roman[3].